# Kurt Eigl
Kurt Eigl, né le 7 mars 1954 à Hockenheim, est un ancien footballeur allemand.

## Biographie
Kurt Eigl commence sa carrière au SC 08 Reilingen, dans le Nord du Pays de Bade. Il signe son premier contrat professionnel en 1972 au Hamburger SV, où il reste jusqu'en 1978. Il y réalise ses plus grands succès, avec notamment une victoire en DFB-Pokal en 1976, et l'année suivante, un titre en Coupe d'Europe des vainqueurs de coupe. 
Pour la saison 1978-1979, il décide d'aller jouer en faveur du SV Darmstadt 98, fraîchement promu en Fußball-Bundesliga. Étant donné que l'équipe ne se maintient pas, Eigl signe à nouveau chez un promu, le Bayer Leverkusen. Lors de sa première saison à Leverkusen, il représente un élément important de l'équipe. Toutefois, après une grave blessure, il se voit contraint d'arrêter ses activités de footballeur professionnel, en 1982. 
Au cours de sa carrière, Kurt Eigl joue 138 matchs en Bundesliga, pour 20 buts marqués. Il joue également 8 matchs en Coupe de l'UEFA, 7 matchs en Coupe des coupes (3 buts), et enfin 2 matchs en Supercoupe de l'UEFA.
Par la suite, il continue le football au niveau amateur et joue au TSV 1860 München, en Bayernliga, puis devient entraîneur-joueur du VfL Neckarau, avec lequel il obtient en 1988 une promotion en Oberliga Baden-Württemberg.

## Palmarès
- Vainqueur de la Coupe d'Allemagne (DFB-Pokal) en 1976 avec le Hambourg SV
- Vainqueur de la Coupe d'Europe des vainqueurs de coupe en 1977 avec le Hambourg SV